# Мемориальный комплекс Бувайда
Комплекс Бувайда — разновременные портальные двухкамерные купольные мавзолеи, которые находятся вблизи города Коканда в одноимённом пос`лке. Привлекают внимание три сохранившихся двукамерных мавзолея: Шохи-Джалил, Бустон-бува и Биби-Бувайда.

## Бувайдинский район
Район расположен севернее Коканда, здесь привлекают внимание три сохранившихся двукамерных мавзолея: Шохи Джалил, Бустон-бува и Биби-Бувайда. Бувайдинский район — это единственный район Ферганской долины, названный в честь женщины — легендарной Биби-Бувайда. В древние времена здесь проходила одна из главных трасс Шёлкового пути, и это играло важную роль в развитии торговых и культурных связей региона. В настоящее время на территории Бувайдинского района расположены одиннадцать селений — Алкор, Бекобод, Бештерак, Бувайда, Жалойир, Аккурган, Узумзор, Янгикадам, Янгикурган, Кунгирот, Курганобод. Бувайдинский район известен своими мемориальными архитектурными памятниками — мавзолеями. В результате изысканий, проведённых в 2004—2012 годах на территории Бувайдинского района, было выявлено свыше десяти культово-мемориальных архитектурных исторических построек. На сегодняшний день описание значительного числа мазаров Бувайдинского района фрагментарно. Такие сакральные места как Биби-Бувайда, Подшо-Пирим (Шохи Джалил), Бостон-Бува (Султан Баяз Бистами) архитектурно описаны, на других, таких как Бандикушод ота, Суфии Азизлар, Галдир бобо записан культовый фольклор, но относительно третьих, таких как Гудак мозор, Сук мозор, Чильтон мозор, Гайиб ота, имеются только краткие упоминания.

## Исторические силуэты
В районе привлекают внимание все три сохранившихся двукамерных мавзолея: Шохи Джалил, Бустон бува и Биби Бувайда. Мазар Подшо Пирим («Царь-наставник») — так обычно именуется кладбище, где находится мавзолей Шохи Джалила в Бувайдинском районе. Поэт Зияуддин Хуканди (1867—1923 гг.) в своих стихах обращается к мазару Подшо Пирим (Шохи Джалил) как к верховному покровителю Ферганы. Среди населения распространены представления, что человека, усомнившегося в святости мазара Подшо Пирим, либо оскорбившего его, неизбежно постигает кара (қарғиш, тескари фотиҳа, ду‘о-йи бад). Поэтому в истории Кокандского ханства мазар Подшо Пирим занимает особое место. Шохи Джалил много раз упоминается в цепи событий, происходивших в истории Кокандского ханства. Для кокандских ханов мазар Шохи Джалил был важным местом, так как во многих случаях решение судьбы ханства свершалось на этом святилище. Именно здесь в 1845 году подняли на белом войлоке Худоярхана. Такие сведения можно найти в произведении жившего в XIX веке Зиявуддина Махдума (Махзуни) «История ханов Ферганы» Зиявуддин отдельно описывал посещения и обряды, проводимые ханом на мазаре Шохи Джалила. В произведении жившего в XIX веке Мирза Алим Ташканди «Ансаб ас-салатин ва таварих ал-хавакин» («Генеалогия султанов и история хаканов»), с особым вниманием упоминается мазар Шохи Джалила:
«В тот день кипчаки, одержав победу [над войском Шади мингбаши], спокойно провели ночь в своих пристанищах и утром следующего дня выступили [ожидать] и, перейдя реку (Сир), пришли в местность Шохи Джалил. Знатные люди Коканда — амины и аксакалы пришли [туда] с подарками и дастарханом с угощениями, виделись [с Мусулманкули], тот подарил каждому из них достойные халаты и отпустил. Вечером [кипчаки] зарезали много скота и баранов, устроили угощения с богоугодной целью, прочли молитвы и фатиху, просили поддержки и помощи в их борьбе».

## Подшо-Пирим мавзолей Шохи Джалила
В 1939 году Яхъя Гуламов, осмотрев мазар Подшо-Пирим, отметил следующее: «Мавзолей мазара состоит из двух помещений: комнаты с надгробием и зиератхоны. Вход в неё через главный портал, обращенный на запад. Конструкция купола зиератхоны напоминает медресе XVIII века. Комната с надгробием имеет два входа: один через зиератхону, другой — через особый низкий портал, обращенный на юг. По-видимому, это был вход в мавзолей, который закрыли после пристройки или перестройки зиератхоны. Местные жители постройку мавзолея приписывают Темуру. Обширная территория кладбища покрыта солончаковой затвердевшей коркой. Встречаются жженые плитки размером 54x54х6 см, характерные для погребений эпохи монгольского владычества в Средней Азии». Памятник многократно перестраивался, реконструировался.
Древнейшие части строений комплекса Подшо-Пирим относятся к ХV-XVI векам. Ядром разновременного этого комплекса является мавзолей Шохи Джалила — проповедника ислама в Ферганской долине. После смерти имама народ окружил почитанием его могилу. Впоследствии над захоронением был воздвигнут мавзолей, а вокруг него постепенно разрослось кладбище. Комплекс состоит из двух дворов: поперечно вытянутый прямоугольный двор с портально — купольной дарвозахоной XV века и фронтально раскрытой мечетью начала XX века в торце и второй многогранный двор с захоронениями и мавзолеем XV—XVI веков. Мечеть, состоящая из прямоугольного в плане зала и трехстороннего айвана с оригинально расписанным плоским перекрытием, поддерживаемым 44 колоннами, являет характерный тип ферганского культового здания. Прямоугольная в плане постройка (18 х 8 м) с односторонним уступом вытянута по оси север-юг. Главный вход лежит на продольной оси и архитектурными формами не выделен. Уже по внешним объёмам заметно продольно-осевое развитие двукамерной усыпальницы, состоящей из поминальной мечети (зиаратхоны) и меньшей по площади камеры с захоронением (гурхоны). План зиаратхоны крестообразен (5,2 х 5,2 м) за счет глубоких стрельчатых ниш, устроенных в плоскости стен, гурхоны — квадратен (4,3 х 4,3 м). Интерьеры, отделанные ганчем, освещаются через стрельчатые окна, в которых сохранилась панджара — декоративная решетка геометрического рисунка. Деревянные — двустворчатые двери украшает неглубокий резной орнамент. Фасады отделаны глиняно-саманной штукатуркой. Мавзолею Шохи Джалила свойственны выразительность силуэта и скульптурность форм.

## Мавзолей Бустан-Бува
Мазар Бустан бува находится в одноимённом селении. Традиция связывает происхождение мазара с именем Султана Баязид Бистоми. Согласно историку Мухаммад Хакимхон туры, Кокандский хан Шерали во время военных походов посетил местность с названием Султана Баязид Бистоми. Надо отметить и то, что на территории Центральной Азии, имеется несколько мест поклонений и названий, связанных с именем Султан Баязид Бистоми. По мнению Хамиджана Ислами, мазар Бустон-Бува связан с именем Ходжи Баязида, племянника Ахмада ал-Яссави (умер в 1167), который был наставником самого Амира Темура.
В 1939 году Яхъя Гуламов, осмотрев мазар Подшо-Пирим, отметил следующее: «На территории железнодорожной станции между Кокандом и Наманганом, к югу от железнодорожной линии расположен двухкуполъный мавзолей XIX века, который легенды связывают с одним из основателей мистического течения шейхом Баязидом Бистоми. Ферганцы называют мавзолей просто Бастом-баба. Ежегодно с середины августа сюда собираются жители различных районов Ферганы и принимают здесь песочные ванны. Этот участок представляет собой безводную степь, по которой движутся барханы летучего песка. Одним из них окружено здание мавзолея Бустон-бува. Мавзолей расположен на краю оазиса, где кончаются культурные земли, дальше на север и на восток от него идет степная полоса».
Местные старожилы рассказывают, что в усыпальнице Бустан-Бува захоронен брат Шохи Джалила, и связывают строительство мавзолея с именем Темура, хотя исторические данные о времени строительства не выявлены, по архитектурным формам, конструкциям и строительным материалам мавзолей можно датировать XV—XVI вв.
Монументальный портал с двумя цилиндрическими башнями (гульдаста) по сторонам выделяет вход, ориентированный на восток. Прямоугольное в здание (15 х 7,2 м), возведенное из жженого кирпича, содержит две камеры, перекрытые куполами: усыпальницу со стрельчатым надгробием (сагана) и поминальную комнату. Зиаратхона крестообразна в плане, а гурхона -квадратна. Мавзолей лишен декора, на портале не сохранился резной по ганчу солярный знак (концентрические круги с многоконечными звездами). Архитектурная, выразительность здания достигнута монументальными формами.

## Мавзолей Биби-Бувайда
Мавзолей построен из жженого кирпича и состоит из двух помещений с небольшой пристройкой к его восточной стене. Портал оформлен двумя типичными для Ферганы конца XIX века башенками. Оба помещения перекрыты большими куполами. Переднее помещение являлось зиаратхоной, где сидели шейхи и принимали посетителей. Здесь, у входа во внутреннее помещение, к стене приставлен намогильный камень (кайрак) размером около 60 х 30 см. Это неправильной формы, овальный, окатанный камень, на который нанесена арабская надпись простым хатти-сулсом. Края надписи окаймлены кривой витой линией. Надпись гласит: «Это — могила шейха Сулеймана бен-Давида бен-Сулеймана бен-Салмана, прелести ислама и мусульман, распорядителя царей и султанов, хатиба хатибов и гордости ученых. Умер в 595 г. хиджры» (1198—1199 г. н. э.).
Во внутреннем помещении имеются два простых надгробия; левое из них приписывают Абу-Бувайде или Биби-Бувайде, правое считают могилой шейха Сулеймана, которому посвящена надпись на вышеописанном намогильном камне. На главном портале, обращенном на юг, сохранилась дата постройки 1318 год хиджры (1899 год) и имя мастера строителя — уста Ибрагима-джан бен-уста Исмаила. От архитектурного памятника Биби-Бувайда, название закрепилось за всем районом Ферганы. Это женская усыпальница, где захоронены, по преданию, мать и жена Шохи Джалила. Хотя мавзолей матери и сына находятся на различных кладбищах, несмотря на значительное расстояние, разделяющее их, они возведены на одной оси — от одного мавзолея виден другой. Эту закономерность местное население связывает с преданием, в котором говорится, что Биби-Бувайда очень любила своего сына и завещала, что где бы ни находились их могилы, они должны быть «видны друг другу». Зодчие, выполняя это пожелание, выбрали такие площадки, где с одной территории видна другая. Усыпальница представляет собой целостный, композиционно единый архитектурный ансамбль. Прямоугольное в плане здание (18 x 8,5 м) объединяет в себе два квадратных помещения, перекрытых куполами. Главный вход выделен порталом. Стрельчатые ниши, возведенные на осях зиаратхоны, на которые опирается купол, позволили сократить диаметр перекрывающей конструкции на 1,5 м. Обычно в двукамерных мавзолеях зиаратхона превосходит по площади гурхону, но в этой усыпальнице мы видим обратное явление. С восточной стороны к зиаратхоне пристроена маленькая камера с захоронением внучки Биби-Бувайда, перекрытая сводом, возведенная путем наращивания арок от углов к центру. Свод такой конструкции называется «балхи». Декор мавзолея скромен. На портале сохранились фрагменты сквозной арочной галереи (ревак), а двери украшены неглубоким резным геометрическим орнаментом. При простой кирпичной кладке фасадов стены внутри покрыты ганчем. Мемориальные постройки Бувайды привлекают внимание солидностью форм, простотой и ясностью архитектурной идеи.

## Легенды Бувайды
В районе Бувайда, привлекают внимание три сохранившихся двукамерных мавзолея: Шохи Джалил, Бустон бува и Биби Бувайда. В 2004 году во время проведения полевых исследований на мазарах Биби-Бувайда и Подшо-Пирим были записаны несколько преданий, связанных с Биби-Бувайда и Шохи Джалилом. Местное население является носителем и хранителем богатых мифов о героических подвигах Шохи Джалила. Эти рассказы воспринимаются ими в качестве реальных событий. Например, что во время военного похода в Ферганскую долину Подшо-Пирим — Шохи Джалил, сын Биби Бувайды, попал в засаду при переходе реки Сырдарья и был тяжело ранен. По его завещанию он был похоронен в селе Кора дарахт на месте мазара Подшо-Пирим. Рассказ об этом также приводится в «Киссаи Шах-и Жарир». Биби-Бувайда с женой Шохи Джалила отправились в Медину, но в районе Коканда, они погибли в пустыне, и там остались их могилы, которые превратились в мазары. Мазар Биби-Убайда был особо почитаем у Ферганских женщин. По легенде, она приняла ислам в числе первых ферганских женщин. Поэтому Биби-Бувайда почитается женщинами и девушками. Ежегодно сюда приходят почтить её память. Позже возникли некоторые суеверия, связанные с мазаром Биби Бувайда: «У женщин, не посетивших мазар Биби Бувайда еда не будет вкусной» (Биби Бувайдага бормаган аёлни овқати ширин бўлмайди).